# Rocky Lekaj
Rocky Rexhep Lekaj (Pejë, 12 ottobre 1989) è un calciatore norvegese, attaccante del Gjøvik-Lyn.

## Biografia
Lekaj ha un fratello minore di nome Leon, che come lui ha giocato nelle giovanili dello Sheffield Wednesday.

## Carriera

### Club

#### Gli inizi
Lekaj proviene dal Kosovo. È stato ispirato, per la scelta di seguire la carriera professionistica, da Dagfinn Enerly, che è stato il suo insegnante scolastico in quegli anni. Ha iniziato a giocare, a livello giovanile, al Grei. Con questa squadra ha avuto modo di debuttare anche in 3. divisjon.

#### Sheffield Wednesday
Nell'estate 2006, Lekaj è stato ingaggiato dallo Sheffield Wednesday, compagine inglese militante in Championship. Anni dopo, Lekaj ha dichiarato d'aver avuto difficoltà di ambientamento in squadra poiché i suoi compagni erano gelosi del fatto che uno straniero avesse preso il posto di giocatori che militavano al club fin dall'infanzia. Successivamente, si è inserito nel gruppo ed ha guadagnato il rispetto dei suoi compagni. Ha esordito in campionato il 13 marzo 2007 all'Hillsborough Stadium, entrando in campo nei minuti finali per sostituire Steve MacLean nella vittoria per 2-0 contro il Colchester United. Ha disputato un altro incontro nella stessa stagione.
Lekaj non ha raccolto altre presenze nel campionato seguente, ma nella stagione successiva ha giocato in Football League Cup 2008-2009, contro il Rotherham United: è entrato in campo come sostituto di Jimmy Smith. È stato impiegato anche in altre due partite di campionato. Lekaj è rimasto in squadra fino all'estate 2009, totalizzando complessivamente 5 presenze in prima squadra e riuscendo ad essere impiegato con regolarità nella riserve dello Sheffield Wednesday.

#### Sandefjord
Il 1º agosto 2009, si è unito in prestito al Sandefjord. Il giorno seguente ha esordito in campionato, nella sconfitta in trasferta per 1-0 contro il Bodø/Glimt, subentrando a Samir Šarić. Un infortunio alla caviglia ha limitato il suo inserimento in squadra. Lekaj ha totalizzato quindi 3 presenze con questa maglia, con cui ha contribuito all'8º posto finale. È così tornato allo Sheffield Wednesday, per poi rescindere il contratto che lo legava al club inglese.

#### Lyn Oslo
Libero da vincoli contrattuali, si è così legato al Lyn Oslo, compagine appena retrocessa in 1. divisjon. Ha debuttato in squadra l'11 aprile 2010, sostituendo Mads Dahm in occasione del pareggio interno per 1-1 contro il Nybergsund-Trysil. Il 13 maggio ha segnato le prime reti in squadra, nel primo turno del Norgesmesterskapet: ha siglato infatti una doppietta ai danni del Sagene, con il Lyn Oslo che si è imposto per 0-3. Il 30 maggio ha realizzato il primo gol in campionato, trasformando un calcio di rigore nella sconfitta per 2-4 contro il Follo. Tuttavia il Lyn Oslo, che già da tempo versava in crisi economica, ha dichiarato bancarotta in data 30 giugno 2010. Per questo motivo, tutte le partite giocate in campionata dalla squadra sono state tramutate in sconfitte a tavolino e Lekaj, assieme al resto della rosa, si è ritrovato svincolato. Il giocatore aveva comunque totalizzato 10 presenze e 3 reti in squadra, tra tutte le competizioni.

#### Romsås e Grorud
Senza contratto, ha firmato un contratto con il Romsås, club militante in 4. divisjon, quinto livello del campionato norvegese. Lekaj ha scelto questa squadra poiché non voleva spostarsi da Kalbakken, località del distretto di Grorud, ad Oslo. Con 16 reti in 6 presenze ha contribuito alla promozione del club in 3. divisjon. Lekaj è rimasto in forza al club anche in vista dell'annata successiva.
Il 27 maggio 2011 ha firmato un contratto col Grorud, sempre in 3. divisjon. La squadra ha conquistato la promozione in 2. divisjon al termine della prima stagione in cui Lekaj vi ha militato. Nel campionato 2014, il giocatore di origine kosovara ha segnato 4 reti in 24 presenze, mentre nella stagione successiva le marcature sono diventate 11 in 14 partite. Nel mese di maggio 2011 ha lasciato il Grorud.

#### Raufoss
A luglio 2013, Lekaj ha firmato un contratto di due anni e mezzo con il Raufoss, sempre in 2. divisjon. Ha esordito con questa casacca il 21 luglio, nella vittoria interna per 3-2 sul Valdres. Il 29 luglio sono arrivate le prime reti in squadra, con una doppietta ai danni dell'Odd Grenland 2 con cui ha contribuito al successo del Raufoss per 4-2. Con 13 reti in altrettante presenze, ha contribuito al 2º posto finale della sua squadra. Il Raufoss ha conquistato la promozione in 1. divisjon al termine del campionato 2015. Lekaj vi è rimasto in forza fino al mese di agosto 2016, collezionando complessivamente 70 reti in 84 presenze tra tutte le competizioni.

#### Kristiansund
Il 5 agosto 2016, il Raufoss ha comunicato sul proprio sito internet d'aver trovato l'accordo economico con il Kristiansund per la cessione a titolo definitivo di Lekaj. Il 9 agosto, il Kristiansund ha presentato Lekaj come suo nuovo giocatore, legatosi alla squadra con un contratto valido per i successivi due anni e mezzo, con opzione per il prolungamento per un'ulteriore stagione. Ha esordito in squadra il 15 agosto, subentrando a Daouda Bamba nella sconfitta casalinga contro il Sandnes Ulf con il punteggio di 2-3. L'11 settembre successivo ha trovato il primo gol, nel 3-2 inflitto al KFUM Oslo. Al termine dell'annata, la squadra ha centrato la promozione in Eliteserien.

#### Fredrikstad
Il 27 luglio 2017, il Fredrikstad ha reso noto l'ingaggio di Lekaj, che si è legato al nuovo club con un contratto valido fino al 31 dicembre 2018. Ha esordito in squadra il 30 luglio, subentrando a Johnny Per Buduson nel pareggio casalingo per 1-1 contro lo Strømmen. Il 17 settembre ha trovato la prima rete, nella vittoria per 2-1 sullo Start. Al termine di quella stessa annata, il Fredrikstad è retrocesso in 2. divisjon.

#### Gjøvik-Lyn
Il 15 febbraio 2019, Lekaj è stato tesserato dal Gjøvik-Lyn.

### Nazionale
Lekaj ha giocato per le selezioni Under-18 e Under-19 della Norvegia, collezionando complessivamente 8 apparizioni, senza mai andare in rete.

## Statistiche

### Presenze e reti nei club
Statistiche aggiornate al 15 febbraio 2019.
| Stagione              | Club                  | Campionato            | Campionato | Campionato | Coppe nazionali | Coppe nazionali | Coppe nazionali | Coppe continentali | Coppe continentali | Coppe continentali | Supercoppe | Supercoppe | Supercoppe | Totale | Totale |
| Stagione              | Club                  | Comp                  | Pres       | Reti       | Comp            | Pres            | Reti            | Comp               | Pres               | Reti               | Comp       | Pres       | Reti       | Pres   | Reti   |
| --------------------- | --------------------- | --------------------- | ---------- | ---------- | --------------- | --------------- | --------------- | ------------------ | ------------------ | ------------------ | ---------- | ---------- | ---------- | ------ | ------ |
| gen.-lug. 2006        | Grei                  | 3D                    | ?          | ?          | CN              | ?               | ?               | -                  | -                  | -                  | -          | -          | -          | ?      | ?      |
| 2006-2007             | Sheffield Weds        | FLC                   | 2          | 0          | FACup+CdL       | 0               | 0               | -                  | -                  | -                  | -          | -          | -          | 2      | 0      |
| 2007-2008             | Sheffield Weds        | FLC                   | 0          | 0          | FACup+CdL       | 0               | 0               | -                  | -                  | -                  | -          | -          | -          | 0      | 0      |
| 2008-2009             | Sheffield Weds        | FLC                   | 2          | 0          | FACup+CdL       | 1+0             | 0               | -                  | -                  | -                  | -          | -          | -          | 3      | 0      |
| Totale Sheffield Weds | Totale Sheffield Weds | Totale Sheffield Weds | 4          | 0          |                 | 1               | 0               |                    | -                  | -                  |            | -          | -          | 5      | 0      |
| ago.-dic. 2009        | Sandefjord            | ES                    | 3          | 0          | CN              | -               | -               | -                  | -                  | -                  | -          | -          | -          | 3      | 0      |
| mar.-giu. 2010        | Lyn Oslo              | 1D                    | 7          | 1          | CN              | 3               | 2               | -                  | -                  | -                  | -          | -          | -          | 10     | 3      |
| ott.-dic. 2010        | Romsås                | 4D                    | 6          | 16         | CN              | -               | -               | -                  | -                  | -                  | -          | -          | -          | 6      | 16     |
| gen.-mag. 2011        | Romsås                | 3D                    | ?          | ?          | CN              | ?               | ?               | -                  | -                  | -                  | -          | -          | -          | ?      | ?      |
| Totale Romsås         | Totale Romsås         | Totale Romsås         | 6+         | 16+        |                 | ?               | ?               |                    | -                  | -                  |            | -          | -          | 6+     | 16+    |
| mag.-dic. 2011        | Grorud                | 3D                    | ?          | ?          | CN              | -               | -               | -                  | -                  | -                  | -          | -          | -          | ?      | ?      |
| 2012                  | Grorud                | 2D                    | 24         | 4          | CN              | 1               | 1               | -                  | -                  | -                  | -          | -          | -          | 25     | 5      |
| gen.-lug. 2013        | Grorud                | 2D                    | 14         | 11         | CN              | 2               | 2               | -                  | -                  | -                  | -          | -          | -          | 16     | 3      |
| Totale Grorud         | Totale Grorud         | Totale Grorud         | 38+        | 15+        |                 | 3               | 3               |                    | -                  | -                  |            | -          | -          | 41+    | 18+    |
| lug.-dic. 2013        | Raufoss               | 2D                    | 13         | 13         | CN              | -               | -               | -                  | -                  | -                  | -          | -          | -          | 13     | 13     |
| 2014                  | Raufoss               | 2D                    | 23         | 22         | CN              | 2               | 1               | -                  | -                  | -                  | -          | -          | -          | 25     | 23     |
| 2015                  | Raufoss               | 2D                    | 25         | 28         | CN              | 2               | 0               | -                  | -                  | -                  | -          | -          | -          | 27     | 28     |
| gen.-ago. 2016        | Raufoss               | 1D                    | 18         | 6          | CN              | 1               | 0               | -                  | -                  | -                  | -          | -          | -          | 19     | 6      |
| Totale Raufoss        | Totale Raufoss        | Totale Raufoss        | 79         | 69         |                 | 5               | 1               |                    | -                  | -                  |            | -          | -          | 84     | 70     |
| ago.-dic. 2016        | Kristiansund          | 1D                    | 10         | 2          | CN              | -               | -               | -                  | -                  | -                  | -          | -          | -          | 10     | 2      |
| gen.-lug. 2017        | Kristiansund          | ES                    | 2          | 0          | CN              | 2               | 2               | -                  | -                  | -                  | -          | -          | -          | 4      | 2      |
| Totale Kristiansund   | Totale Kristiansund   | Totale Kristiansund   | 12         | 2          |                 | 2               | 2               |                    | -                  | -                  |            | -          | -          | 14     | 4      |
| lug.-dic. 2017        | Fredrikstad           | 1D                    | 13+1       | 1+0        | CN              | -               | -               | -                  | -                  | -                  | -          | -          | -          | 14     | 1      |
| 2018                  | Fredrikstad           | 2D                    | 21         | 5          | CN              | 2               | 0               | -                  | -                  | -                  | -          | -          | -          | 23     | 5      |
| Totale Fredrikstad    | Totale Fredrikstad    | Totale Fredrikstad    | 34+1       | 6+0        |                 | 2               | 0               |                    | -                  | -                  |            | -          | -          | 37     | 6      |
| 2019                  | Gjøvik-Lyn            | 3D                    | 0          | 0          | CN              | 0               | 0               | -                  | -                  | -                  | -          | -          | -          | 0      | 0      |
| Totale                | Totale                | Totale                | 183+1+     | 109+0+     |                 | 16+             | 8+              |                    | -                  | -                  |            | -          | -          | 193+   | 117+   |